# قضاء أم الرصاص
قضاء أم الرصاص قضاء يقع في لواء الجيزة، محافظة العاصمة في الأردن. ينتمي القضاء للواء الجيزة الذي يضم قضائين. يقدر عدد سكانه بـ 13839 نسمة حسب إحصاء 2015.

## الوصلات الخارجية
- دائرة الاحصاءات العامة